# Ginoria lanceolata
Ginoria lanceolata är en fackelblomsväxtart som beskrevs av Oswald Schmidt. Ginoria lanceolata ingår i släktet Ginoria och familjen fackelblomsväxter. Inga underarter finns listade i Catalogue of Life.